# داپائونگ
داپائونگ (به لاتین: Dapaong) یک منطقهٔ مسکونی در توگو است که در منطقه ساوان واقع شده‌است. داپائونگ ۵۸٬۰۷۱ نفر جمعیت دارد و ۳۰۶ متر بالاتر از سطح دریا واقع شده‌است.

## خواهرخوانده
شهر ایسی-له-مولینو خواهرخواندهٔ داپائونگ هست.